# Motor síncrono

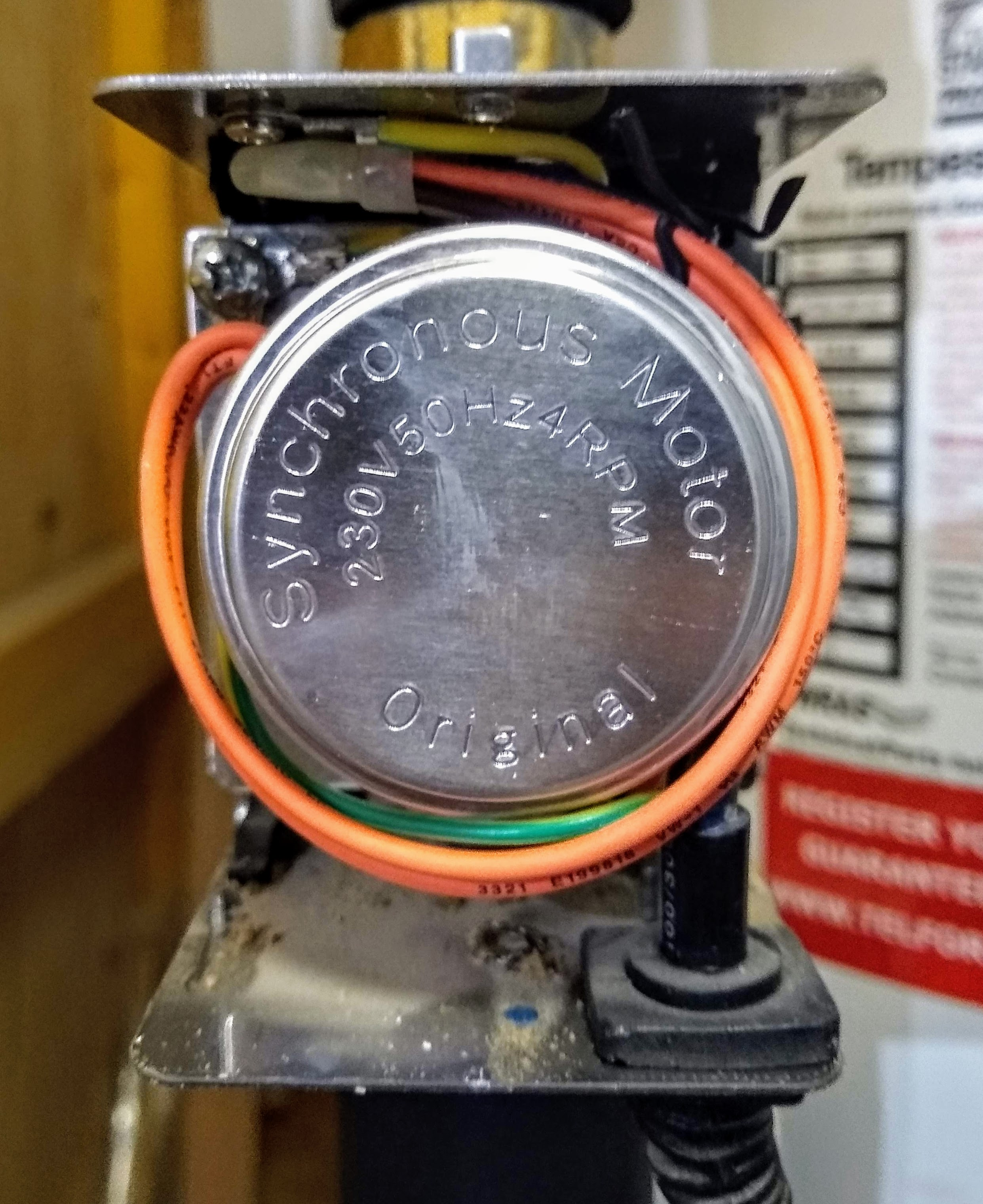
Motor síncrono de 230 V, 50 Hz y 4 RPM operando una válvula motorizada, usado como parte de una fuente de aire de una bomba de calor del sistema de calefacción por debajo del suelo.

El campo magnético rotatorio en el estator está formado por la suma vectorial del campo magnético producido por tres devanados.

Los motores síncronos son un tipo de motor de corriente alterna en el que la rotación del eje está directamente relacionada con la frecuencia de la corriente de alimentación; la velocidad de rotación del eje es exactamente igual a la velocidad sincrónica del campo magnético giratorio del estator. Su velocidad de giro es constante y depende de la frecuencia de la tensión de la red eléctrica a la que esté conectado y por el número de pares de polos del motor, siendo conocida esa velocidad como "velocidad de sincronismo". Este tipo de motor contiene electromagnetos en el estator del motor que crean un campo magnético que rota en el tiempo a esta velocidad de sincronismo.
La expresión matemática que relaciona la velocidad de la máquina con los parámetros mencionados es:
{\displaystyle n={\frac {60\cdot f}{P}}={\frac {120\cdot f}{p}}}
donde:
- f: Frecuencia de la red a la que está conectada la máquina (Hz)
- P: Número de pares de polos que tiene la máquina
- p: Número de polos que tiene la máquina
- n: Velocidad de sincronismo de la máquina (revoluciones por minuto)

Por ejemplo, si se tiene una máquina de cuatro polos (2 pares de polos) conectada a una red de 50 Hz, la máquina operará a 1500 revoluciones por minuto.
Funcionan de forma muy similar a un alternador. Dentro de la familia de los motores síncronos debemos distinguir:
- Los motores síncronos.
- Los motores asíncronos sincronizados.
- Los motores de imán permanente.

Los motores síncronos son llamados así, porque la velocidad del rotor y la velocidad del campo magnético del estator son iguales.
Los motores síncronos se usan en máquinas grandes que tienen una carga variable y necesitan una velocidad constante.

## Corrección del factor de potencia
Aumentando la corriente de excitación del rotor, se puede lograr que el devanado del estator no consuma corriente reactiva, obteniéndose un {\displaystyle \cos \varphi } igual a la unidad.
Al seguir aumentando la corriente de excitación, el estator comienza a entregar corriente reactiva a la red. Por lo tanto, sin dejar de llevar la carga mecánica, se convierte al mismo tiempo en un generador de potencia reactiva.

## Frenado de un motor trifásico síncrono
El motor síncrono, cuando alcance el par crítico se detendrá, no siendo esta la forma más ortodoxa de hacerlo. El par crítico se alcanza cuando la carga asignada al motor supera al par del motor. Esto provoca un sobrecalentamiento que puede dañar el motor. La mejor forma de hacerlo, es ir variando la carga hasta que la intensidad absorbida de la red sea la menor posible, y entonces desconectar el motor.
En algunos casos, se puede aplicar un frenado dinámico para detener el motor más rápidamente. Esto implica conectar una resistencia al devanado del estator para disipar la energía cinética del rotor..

## Control de motores síncronos
En el caso del control de motores síncronos se usan esquemas de control en lazo abierto o en lazo cerrado, este último se designa como motor autopilotado.